# Martí Torrens Pastor
Martí Torrens Pastor (Sóller 9-11-1904/6-8-1980). Apotecari.
A partir de 1927 va dirigir el laboratori farmacèutic que havia creat el seu oncle Jaume Torrens Calafat. Casat amb Delfina Artal Benavent. Germà del manescal Andreu Torrens Pastor. Havia estat membre del Partit Autonomista. El 1932 era el secretari local de Sóller d'Acció Republicana. Un cop creada Esquerra Republicana Balear, l'any 1934, en passà a formar part. Va signar la Resposta als Catalans. En esclatar la sublevació franquista contra la República va ser empresonat. Va ser destituït de feina i sou per l'Ajuntament de Sóller com a apotecari municipal. Va ser un dels fundadors i membre de la primera junta directiva del Club de Futbol Sóller. Presidí la Penya Barcelonista de Sóller.